# Norra Säms församling
Norra Säms församling var en församling i Skara stift och i Herrljunga kommun. Församlingen uppgick 1989 i Skölvene församling.

## Administrativ historik
Församlingen har medeltida ursprung. Före den 1 januari 1886 (ändring enligt beslut den 17 april 1885) var namnet Säms församling.
Församlingen var till 1989 annexförsamling i pastoratet Skölvene, Hov och Källunga och Norra Säm som från 1962 även omfattade Eriksbergs, Mjäldrunga och Broddarps församlingar. Församlingen uppgick 1989 i Skölvene församling.

## Kyrkor
Som kyrka har sedan 1843 använts Skölvene kyrka.